# Temporada da NHL de 1922–23
A temporada da NHL de 1922–23 foi a sexta temporada da National Hockey League (NHL). Quatro times jogaram 24 partidas cada. O Ottawa Senators derrotou o Montreal Canadiens pelo campeonato da NHL e em seguida derrotou Vancouver e Edmonton para vencer a Copa Stanley.

## Temporada regular
Ao início da temporada, Newsy Lalonde viu-se de mudança para o oeste, já que o Montreal Canadiens trocou-o com o Saskatoon Sheiks, da Western Canada Hockey League, por uma jovem promessa chamada Aurel Joliat. Joliat ajudaria os Habs a vencer a segunda disputa de playoffs contra o Toronto St. Patricks.
Joliat marcou dois gols em sua primeira partida pelos Canadiens, mas Babe Dye anotou cinco na vitória por 7 a 2 dos St. Patricks.
Em 31 de janeiro de 1923, o Montreal Canadiens e o Hamilton Tigers jogaram a primeira partida sem penalidades da história da NHL, em uma vitória do Montreal por 5 a 4.
Em 14 de fevereiro de 1923, a CFCA, estação de rádio do jornal Toronto Star, transmitiu o terceiro período da partida entre Senators e St. Patricks em Toronto. Essa foi a primeira transmissão de rádio de um jogo da NHL. O locutor não foi identificado, mas pode ter sido Norman Albert, que cobriu a partida do Toronto em 8 fevereiro na Toronto Arena.
Em 17 de fevereiro de 1923, Cy Denneny, do Ottawa, marcou seu 143º gol, superando Joe Malone como o maior artilheiro de toda a história, enquanto o Ottawa Senators batia o Montreal Canadiens por 2 a 0.

### Classificação final
|                      | PJ | V  | D  | E | Pts | GP | GC  |
| -------------------- | -- | -- | -- | - | --- | -- | --- |
| Ottawa Senators      | 24 | 14 | 9  | 1 | 29  | 77 | 54  |
| Montreal Canadiens   | 24 | 13 | 9  | 2 | 28  | 73 | 61  |
| Toronto St. Patricks | 24 | 13 | 10 | 1 | 27  | 82 | 88  |
| Hamilton Tigers      | 24 | 6  | 18 | 0 | 12  | 81 | 100 |

Nota: PJ = Partidas Jogadas, V = Vitórias, D = Derrotas, E = Empates, Pts = Pontos, GP = Gols Pró, GC = Gols Contra

Times que se classificaram aos play-offs estão destacados em negrito.

### Artilheiros
J = Partidas jogadas, G = Gols, A = Assistências, Pts = Pontos, PEM = Penalizações em minutos
| Jogador        | Time                 | J  | G  | A  | Pts |
| -------------- | -------------------- | -- | -- | -- | --- |
| Babe Dye       | Toronto St. Patricks | 22 | 26 | 11 | 37  |
| Cy Denneny     | Ottawa Senators      | 24 | 23 | 11 | 34  |
| Billy Boucher  | Montreal Canadiens   | 24 | 24 | 7  | 31  |
| Jack Adams     | Toronto St. Patricks | 23 | 19 | 9  | 28  |
| Mickey Roach   | Hamilton Tigers      | 24 | 17 | 10 | 27  |
| Odie Cleghorn  | Montreal Canadiens   | 24 | 19 | 6  | 25  |
| George Boucher | Ottawa Senators      | 24 | 14 | 9  | 23  |
| Reg Noble      | Toronto St. Patricks | 24 | 12 | 11 | 23  |
| Cully Wilson   | Hamilton Tigers      | 23 | 16 | 5  | 21  |
| Aurel Joliat   | Montreal Canadiens   | 24 | 12 | 9  | 21  |

### Goleiros líderes
J = Partidas jogadas, V = Vitórias, D = Derrotas, E = Empates, TNG = Tempo no gelo (minutos), GC = Gols contra, TG = Tiros ao gol, MGC = Média de gols contra
| Jogador         | Time                 | J  | TNG  | GC  | TG | MGC  |
| --------------- | -------------------- | -- | ---- | --- | -- | ---- |
| Clint Benedict  | Ottawa Senators      | 24 | 1486 | 54  | 4  | 2.18 |
| Georges Vézina  | Montreal Canadiens   | 24 | 1488 | 61  | 2  | 2.46 |
| John Ross Roach | Toronto St. Patricks | 24 | 1469 | 88  | 1  | 3.59 |
| Jake Forbes     | Hamilton Tigers      | 24 | 1470 | 110 | 0  | 4.49 |

## Playoffs
Este foi o segundo ano em que os playoffs da Copa Stanley envolveram três ligas. O ano anterior viu os segundos colocados da temporada regular vencer suas respectivas ligas. Neste ano, os vencedores foram os primeiros da temporada regular. Os playoffs por total de gols da NHL para a Copa O'Brien foram vencidos pelo Ottawa Senators por 3 gols a 2, apesar do jogo sujo de vários dos jogadores do Montreal Canadiens. A Pacific Coast Hockey Association abandonou seu hóquei de sete atletas em favor das regras de seis homens usadas na NHL e na Western Canada Hockey League. Isso permitiu à PCHA e à WCHL disputarem partidas interligas. Apesar de disputarem jogos interligas, as duas ligas mantiveram suas classificações separadas. O recentemente renomeado Vancouver Maroons venceu o campeonato da PCHA e o Edmonton Eskimos venceu a WCHL.

### Campeonato da NHL
Todas as datas em 1923
Montreal Canadiens vs. Ottawa Senators
| Data       | Time               | Placar | Time               | Placar | Notas |
| ---------- | ------------------ | ------ | ------------------ | ------ | ----- |
| 7 de março | Montreal Canadiens | 0      | Ottawa Senators    | 2      |       |
| 9 de março | Ottawa Senators    | 1      | Montreal Canadiens | 2      |       |

O Ottawa venceu a série por 3 gols a 2

### Playoffs da Copa Stanley
Os playoffs da Copa Stanley foram disputados em Vancouver. Lá, os campeões da WCHL receberam o privilégio de enfrentar o vencedor da série entre Ottawa e Vancouver. No final, o Ottawa prevaleceu sobre ambos os oponentes do Oeste para vencer sua oitava Copa Stanley (terceira como membro da NHL). Lesões haviam afetado o alinhamento dos Senators, e após ver o grande show dado pelo menosprezado time dos Senators, o técnico Frank Patrick chamou-os de "o maior time que ele já havia visto".
Ottawa Senators vs. Vancouver Maroons
| Data        | Visitante       | Placar | Mandante          | Placar | Notas |
| ----------- | --------------- | ------ | ----------------- | ------ | ----- |
| 16 de março | Ottawa Senators | 1      | Vancouver Maroons | 0      |       |
| 19 de março | Ottawa Senators | 1      | Vancouver Maroons | 4      |       |
| 23 de março | Ottawa Senators | 3      | Vancouver Maroons | 2      |       |
| 26 de março | Ottawa Senators | 5      | Vancouver Maroons | 1      |       |

O Ottawa venceu a série melhor-de-cinco por 3 a 1

### Finais da Copa Stanley
Ottawa Senators vs. Edmonton Eskimos
| Data        | Visitante       | Placar | Mandante         | Placar | Notas |
| ----------- | --------------- | ------ | ---------------- | ------ | ----- |
| 29 de março | Ottawa Senators | 2      | Edmonton Eskimos | 1      | (Pr.) |
| 31 de março | Ottawa Senators | 1      | Edmonton Eskimos | 0      |       |

O Ottawa venceu a série melhor-de-três por 2 a 0 e venceu a Copa Stanley

### Artilheiro dos playoffs da NHL
J = Partidas jogadas, G =Gols, A = Assistências, Pts = Pontos, 
| Jogador         | Time            | J | G | A | Pts |
| --------------- | --------------- | - | - | - | --- |
| Punch Broadbent | Ottawa Senators | 8 | 6 | 1 | 7   |

## Prêmios da NHL
- Copa O'Brien — Ottawa Senators

## Estreias
Lista de jogadores importantes que jogaram seu primeiro jogo na NHL em 1922–23 (listados com seu primeiro time; asterisco marca estreia nos playoffs):
- Billy Burch, Hamilton Tigers
- Aurel Joliat, Montreal Canadiens
- Lionel Hitchman, Ottawa Senators

## Últimos jogos
Lista de jogadores importantes que jogaram seu último jogo na NHL em 1922-23  (listados com seu último time):
- Didier Pitre, Montreal Canadiens
- Eddie Gerard, Ottawa Senators
- Harry Cameron, Toronto St. Patricks